# Escola Portuguesa de Díli
A Escola Portuguesa de Díli - Centro de Ensino e Língua Portuguesa Ruy Cinatti (EPD) é um estabelecimento de de ensino pré-escolar, primário e  secundário localizado em Díli, Timor-Leste.
Fundada em 2002, a sua designação inicial era Escola Portuguesa de Díli e em 2009 foi alterada para Escola Portuguesa de Díli – Centro de Ensino e Língua Portuguesa. Já no ano letivo de 2011/2012, a designação oficial passou a ser Escola Portuguesa Ruy Cinatti – Centro de Ensino e Língua Portuguesa, em homenagem ao escritor Ruy Cinatti.
O funcionamento da escola é regido pelo Decreto-Lei n.º 48/2009, de 23 de fevereiro. Os seus órgãos diretivos são a Direção, o Conselho Pedagógico e os Departamentos Curriculares.
Cerca de 85% dos alunos são de nacionalidade timorense, seguindo-se os de nacionalidade portuguesa (10%).